# Флаг Новогиреева
Флаг внутригородского муниципального образования Новогиреево в Восточном административном округе города Москвы Российской Федерации.
Утверждён 17 февраля 2004 года и является официальным символом муниципального образования Новогиреево.

## Описание
Представляет собой двустороннее, прямоугольное полотнище с соотношением сторон 2:3. Полотнище состоит из трёх вертикальных полос: жёлтой, зелёной и жёлтой. Ширина средней зелёной полосы составляет 5/24 длины полотнища флага, жёлтые полосы равновелики. В центре полотнища помещено частично перекрываемое зелёной полосой изображение чёрной подковы шипами вверх. Габаритные размеры изображения составляют 11/24 длины и 11/16 ширины полотнища.

## Обоснование символики
Чёрная подкова символизирует конную железную дорогу, одну из главных достопримечательностей дачного посёлка, возникшего в начале XX века на территории муниципального образования. Дорога, ведущая от платформы Новогиреево Московско-Нижегородской железной дороги к центру посёлка, была редким явлением для дачного поселения.
Зелёная полоса символизирует главную магистраль муниципального образования — Зелёный проспект.
Жёлтые полосы, обозначая выжженные пески Афганистана, символизирует память о москвичах, погибших там, в честь которых на территории муниципального образования установлен памятник.